# Samisoni Viriviri

a Compétitions nationales et continentales officielles uniquement.

b Matchs officiels uniquement.
Dernière mise à jour le 5 mai 2016.
Samisoni Viriviri Nasagavesi, né le 25 avril 1988 à Dratabu, près de Nadi (Fidji), est un joueur international fidjien de rugby à sept et à XV évoluant au poste d'ailier. Il a joué pour l'équipe de rugby à sept des Fidji au poste d'ailier. En 2014, il s'engage avec le Montpellier HR, club de rugby à XV, pour la saison 2014-2015 avant de rejoindre l'US Montauban la saison suivante.
Avec la sélection fidjienne de rugby à sept, il devient champion olympique lors des Jeux olympiques 2016 de Rio de Janeiro. La même année, il devient international à XV, participant ainsi la victoire de son pays dans la coupe des nations du Pacifique.

## Biographie
Samisoni Viriviri est le cousin de l'ailier l'international fidjien Timoci Nagusa, avec qui il évolue entre 2014 et 2015 au Montpellier HR ainsi qu'en équipe nationale.
Il débute dans le championnat local de rugby à sept avec le club de Nadroga. Il attire l'attention de Etuate Waqa, l'entraîneur adjoint de l'équipe de rugby à sept des Fidji, qui fait appel à lui. Il fait ses débuts internationaux à sept à l'occasion du New Zealand rugby sevens 2013 et il dispute deux saisons des World Rugby Sevens Series ainsi que la coupe du monde 2013. À l'issue de la saison 2013-2014, il est élu meilleur joueur de rugby à sept du monde.
Samisoni Viriviri signe avec le club français de rugby à XV, le Montpellier HR en janvier 2014. Mais son adaptation au rugby à XV est compliqué et Samisoni Viriviri ne dispute que cinq matchs toutes compétitions confondues. Il joue six tournois des World Series 2014-2015, compétition remportée par les Fidji. Il est également appelé au sein de l'équipe de rugby à XV des Fidji pour préparer la coupe du monde 2015, mais il ne dispute pas de matchs et n'est finalement pas retenu pour la compétition.
Pour la saison 2015-2016, il est prêté par son club à l'US Montauban qui évolue alors en ProD2. Il est de nouveau appelé par le sélectionneur anglais des Fidji, Ben Ryan, pour participer à la tournée européenne des World Series en vue des Jeux olympiques et participe ainsi de la deuxième victoire consécutive des Fidji lors des World Series. Il fait également partie du groupe fidjien de rugby à XV pour disputer la coupe du Pacifique où il obtient ses deux premières sélections, deux victoires contre les Tonga et les Samoa.
Avec la sélection fidjienne de rugby à sept, il remporte le titre de champion olympique lors des Jeux olympiques 2016 de Rio de Janeiro, la première médaille olympique de l'histoire des Fidji. Il participe aux six rencontres, inscrivant un essai.
Ses performances en ProD2 (10 matches joués, 4 essais) lui permette de s'engager définitivement avec le club montalbanais,. Cependant, Samisoni Viriviri ne reviendra pas en France après les Jeux olympiques, il est alors licencié par son club et il réintègre la sélection fidjienne à plein-temps,.

## Palmarès

### World Series
| Saison    | Statistiques | Statistiques | Statistiques | Classement final | Tournois disputés | Vainqueur du tournoi | 2e place | 3e place |
| Saison    | M            | Ess          | Pts          | Classement final | Tournois disputés | Vainqueur du tournoi | 2e place | 3e place |
| --------- | ------------ | ------------ | ------------ | ---------------- | ----------------- | -------------------- | -------- | -------- |
| 2012-2013 | 34           | 27           | 135          | 3e               | 6/9               | 1                    | 0        | 0        |
| 2013-2014 | 47           | 48           | 240          | 3e               | 9/9               | 2                    | 0        | 3        |
| 2014-2015 | 35           | 18           | 90           | 1er              | 6/9               | 3                    | 0        | 2        |
| 2015-2016 | 12           | 6            | 30           | 1er              | 2/10              | 0                    | 1        | 0        |
| Total     | 128          | 99           | 495          | -                | 23                | 6                    | 1        | 5        |

Par tournoi :
- Hong Kong sevens (2) : 2013 et 2015
  - Troisième : 2014
- Dubaï rugby sevens : 2013
- New Zealand rugby sevens
  - Troisième : 2014
- Japan rugby sevens : 2014
- Scotland rugby sevens : 2015
  - Troisième : 2014
- USA rugby sevens
  - Troisième : 2015
- London rugby sevens :
  - Troisième : 2015

### Coupe du monde
- Samisoni Viriviri participe à la coupe du monde 2013, où les Fidji sont battus en demi-finale de la Melrose Cup par la Nouvelle-Zélande (17 à 0). Les fidjiens remportent finalement la médaille de bronze en battant le Kenya.

### Jeux olympiques
- Jeux olympiques 2016 de Rio de Janeiro.

### Distinctions personnelles
- Meilleur joueur de rugby à sept de l'année 2014[4]
- Équipe type de la saison 2013-2014 de l'IRB Sevens World Series[17].
- Meilleur marqueur d'essais de l'IRB Sevens World Series 2013-2014
- Meilleur réalisateur de l'IRB Sevens World Series 2013-2014

Meilleur marqueur d'essais d'un tournoi :
- Hong Kong sevens 2013
- Dubaï rugby sevens 2013
- Japan rugby sevens 2014
- Hong Kong sevens 2014
- Scotland rugby sevens 2014